# Бамба, Аладжи
Аладжи Бамба (фр. Aladji Bamba; родился 14 июля 2006) — французский футболист, полузащитник французского клуба «Монако».

## Клубная карьера
Родился в Блуа (департамент Луар и Шер). Футбольную карьеру начал в академии местного клуба «Блуа 41». В июле 2021 года присоединился к академии футбольного клуба «Монако». В феврале 2024 года подписал с «Монако» свой первый профессиональный контракт. 16 августа 2025 года дебютировал в основном составе «Монако», выйдя на замену в матче Лиги 1 против «Гавра».

## Карьера в сборной
Выступал за сборные Франции до 18, до 19 и до 20 лет.